# Turboletas
Los turboletas, turboletae o turboleti, fueron un pueblo prerromano de la península ibérica, cuyo territorio se situaría en torno a la actual provincia de Teruel. Pertenecían al grupo de pueblos denominados celtíberos. Sus orígenes son difíciles de determinar, puesto que aunque comparten rasgos culturales con los pueblos de su entorno, algunos autores antiguos les vinculan a los turdetanos y los túrdulos de la Bética.
Su capital era la ciudad de Turba, Turbola o Turbula, cuya localización no ha podido determinarse, aunque se ha propuesto identificarla con el yacimiento arqueológico de Alto Chacón (Muela de San Juan), de la Edad de Hierro. También se les ha asociado la inscripción celtibérica de Peñalba de Villastar.
La urbe de Túrbula aparece en la obra de Claudio Ptolomeo, "Geographia" del siglo II a. C., como perteneciente de los "bastitani", no a los "celtiberi", y se localiza al sur de los "Mons Idubeda" (Sistema Ibérico) y al noroeste de los Mons Orospeda" (Sistema Bético). Además, como "turboletas" no aparecen en ningún texto histórico, y sí aparecen como "turbuletes" en Apiano, "Historia de Roma" del siglo II d.C., de la misma época que Claudio Ptolomeo. En cambio, tres siglos antes, Tito Livio los llama "turdetanis y turdulis" en el siglo I a.C., haciendo él mismo referencia a su capital "Turda". Por lo tanto, según los autores de fuentes antiguas romanas, la localización de los "turbuletes" no puede ser al norte del Sistema Ibérico, es decir, en Teruel y localizaciones adyacentes. 

## Historia
Sus costumbres belicosas les convirtieron en una constante fuente de problemas para sus vecinos, tanto celtíberos (Belli y Titii) como los iberos (especialmente la ciudad edetana de Saguntum). Como aliados de Cartago, los turboletas participaron activamente en el sitio de Sagunto (219-218 a. C.), que desencadenó la segunda guerra púnica. Los romanos y sus aliados edetanos invadieron a su vez el territorio turboleta en 212 a. C., destruyendo Turba y reduciendo a la esclavitud a sus habitantes. En 205 a. C., los turboletas pidieron la paz, y el Senado romano los obligó a pagar una enorme compensación a los ciudadanos supervivientes de Arse-Sagunto. Las penosas condiciones impuestas llevaron a la revuelta turboleta del año 196 a. C., que lideraron dos caudillos llamados Budar y Besadino. Tras ser derrotados por Quinto Minucio Termo, pretor de la Hispania Citerior en una batalla junto a las ruinas de Turba, los turboletas supervivientes fueron reducidos a esclavitud, y sus tierras devastadas fueron divididas entre bastetanos y edetanos, desapareciendo a partir de entonces del registro histórico.